# Lista Campionatelor Mondiale de Fotbal
Aceasta este o listă care cuprinde edițiile Campionatului Mondial de Fotbal.

## Ediții
Uruguay 1930 · Italia 1934 · Franța 1938 · Brazilia 1950 · Elveția 1954 · Suedia 1958 · Chile 1962 · Anglia 1966 · Mexic 1970 · Germania de Vest 1974 · Argentina 1978 · Spania 1982 · Mexic 1986 · Italia 1990 · SUA 1994 · Franța 1998 · Coreea/Japonia 2002 · Germania 2006 · Africa de Sud 2010 · Brazilia 2014 · 2018

## România la Cupa Mondială
Uruguay 1930
Prima participare a echipei naționale a României la un Campionat Mondial de Fotbal a avut loc chiar în anul inaugural 1930 în ediția găzduită de Uruguay. La acel turneu s-au format 4 grupe, o grupă de 4 echipe și trei grupe de câte 3 echipe, fiecare câștigătoare urmând să se califice în semifinale. România a fost plasată în grupa 3 (grupa C) alături de Uruguay și Peru. Prima partidă s-a disputat între România și Peru, echipa noastră reușind să învingă cu scorul de 3-1. Adalbert Desu a marcat chiar în primul minut al acelei partide. A urmat egalarea în minutul 75, iar pe final, în minutul 85, ai noștri au înscris de 2 ori prin Ștefan Barbu și Constantin Stanciu. A urmat victoria Uruguayului în fața Perului, pentru ca în ultima etapă să se joace finala grupei între România și Uruguay. Cele 4 goluri marcate de Dorado, Scarone, Anselmo și Cea au calificat echipa gazdă în semifinalele competiției.
| România                                                  | 3-1 | Peru           |
| -------------------------------------------------------- | --- | -------------- |
| Adalbert Desu '1 Ștefan Barbu '85 Constantin Stanciu '85 |     | Luis Souza '75 |

| Uruguay                                                               | 4-0 | România |
| --------------------------------------------------------------------- | --- | ------- |
| Pablo Dorado '7 Hector Scarone '26 Pelegrin Anselmo '31 Pedro Cea '35 |     |         |

Italia 1934
România a fost prezentă și la cea de-a doua ediție a Campionatului Mondial de Fotbal găzduită de Italia. De data aceasta, competiția s-a disputat după un format diferit. Nu s-au mai format grupe și s-au disputat direct optimi de finală. România a întâlnit Cehoslovacia și a pierdut cu scorul de 2-1 după ce a deschis scorul în minutul 11 prin Ștefan Dobai, dar echipa ce urma să devină vicecampioană mondială a întors scorul în minutele 50 și 67.
| Cehoslovacia                        | 2-1 | România          |
| ----------------------------------- | --- | ---------------- |
| Antonin Puc '50 Oldrich Nejedly '67 |     | Ștefan Dobai '11 |

Franța 1938
În 1938, în ediția ce a avut loc în Franța, povestea s-a repetat. Competiția s-a desfășurat după același format folosit cu 4 ani în urmă, iar România a fost eliminată încă din primul tur de Cuba. De data aceasta însă, a fost nevoie de o rejucare a meciului deoarece acesta se terminase la egalitate 3-3. În rejucarea ce a avut loc după 4 zile Cuba a învins cu 2-1. Echipa care a eliminat România urma să fie zdrobită cu 8-0 de Suedia în sferturile de finală.
| Cuba                                                   | 3-3 | România                                               |
| ------------------------------------------------------ | --- | ----------------------------------------------------- |
| Hector Socorro '41 Tomas Fernandez '61 Juan Tunas '101 |     | Silviu Bindea '38 Iuliu Baratki '88 Silviu Bindea '93 |

| Cuba                                   | 2-1 | România          |
| -------------------------------------- | --- | ---------------- |
| Hector Socorro '51 Carlos Oliveira '53 |     | Ștefan Dobai '28 |

Mexic 1970
România revine la un turneu final de campionat mondial după 32 de ani și joacă într-o "grupă de foc" împotriva Angliei, Braziliei și Cehoslovaciei. Geoff Hurst, jucătorul care marcase de 3 ori în finala disputată de Anglia cu 4 ani în urmă în fața Germaniei de Vest, înscrie și în poarta românului Stere Adamache în victoria cu 1-0 a primului meci al grupei C. Urmează apoi meciul cu Cehoslovacia, echipă care pierduse la scor în fața Braziliei în prima etapă, 4-1. Ladislav Petras deschide scorul repede, în minutul 5, dar Sandu Neagu și Florea Dumitrache din penalty marchează golurile care aduc a doua victorie a României la un campionat mondial. Echipa noastră avea șanse la calificarea în sferturi, dar starurile Braziliei, Pele și Jairzinho, au spulberat orice speranță.
| Anglia          | 1-0 | România |
| --------------- | --- | ------- |
| Geoff Hurst '65 |     |         |

| România                                         | 2-1 | Cehoslovacia       |
| ----------------------------------------------- | --- | ------------------ |
| Alexandru Neagu '52 Florea Dumitrache (pen) '75 |     | Ladislav Petras '5 |

| Brazilia                        | 3-2 | România                                      |
| ------------------------------- | --- | -------------------------------------------- |
| Pele '19 Jairzinho '22 Pele '67 |     | Florea Dumitrache '34 Emerich Dembrowski '84 |

Italia 1990
După o pauză de 20 de ani, România revine la turneul final al campionatului mondial. De data aceasta, cu o generație nouă, care urma să fie denumită mai târziu "generația de aur", datorită rezultatelor remarcabile de la mondialele din 1990, 1994 și 1998. Deși a picat într-o grupă grea, România a trecut pentru prima dată de primul tur al competiției. Victoria cu 2-0 în fața Uniunii Sovietice și înfrângerea cu 2-1 în fața Camerunului au făcut ca meciul cu Argentina din ultima etapă să fie un meci decisiv. S-a terminat egal, 1-1, și România se califica în optimi datorită golaverajului mai bun și trimitea acasă echipa lui Diego Maradona. În optimi, România a întâlnit Irlanda de Nord, echipă ce se calificase după 3 egaluri, cu Anglia, Egipt și Olanda. Nu s-a marcat nici un gol și s-a ajuns la loviturile de departajare. Irlandezii au marcat de 5 ori din 5 șuturi, dar românii au ratat prin Timofte și astfel, Irlanda de Nord a fost echipa ce s-a calificat în sferturi, fază în care a fost eliminată de Italia.
| Uniunea Sovietică | 0-2 | România                                     |
| ----------------- | --- | ------------------------------------------- |
|                   |     | Marius Lăcătuș '42 Marius Lăcătuș '57 (pen) |

| Camerun                         | 2-1 | România           |
| ------------------------------- | --- | ----------------- |
| Roger Milla '76 Roger Milla '86 |     | Gavril Balint '88 |

| Argentina        | 1-1 | România           |
| ---------------- | --- | ----------------- |
| Pedro Manzon '63 |     | Gavril Balint '68 |

| Irlanda                                                              | 5-4 (0-0) (0-0) | România                                              |
| -------------------------------------------------------------------- | --------------- | ---------------------------------------------------- |
| Andy Townsend Kevin Sheedy Ray Houghton David O'Leary Tony Cascarino |                 | Dănuț Lupu Iosif Rotariu Ionuț Lupescu Gheorghe Hagi |

S.U.A. 1994
La 4 ani de la turneul din Italia, a urmat cel din Statele Unite, unde România a reușit cea mai mare performanță din istorie, calificarea în sferturile de finală. Hagi - cu un gol fantastic - și Răducioiu, au adus victoria în meciul contra Columbiei, dar în meciul următor, Bogdan Stelea a fost învins de 4 ori de șuturile lui Alain Sutter, Stephane Chapuisat și Adrian Knup. Dan Petrescu a marcat în poarta gazdelor turneului golul care a calificat România în optimile de finală, unde a întâlnit Argentina. Din nou, românii au eliminat echipa lui Maradona cum făcuse și cu 4 ani în urmă, Hagi și Ilie Dumitrescu marcând 3 goluri argentinienilor. În sferturile de finală, deși au fost considerați favoriți în fața suedezilor, Tomas Brolin și Kennet Andersson au marcat golurile care a dus partida la loviturile de departajare. După 2 goluri, ale lui Răducioiu și Lupescu, și ratarea lui Hakan Mild părea că România nu mai poate scăpa calificarea în semifinale, unde ar fi urmat să întâlnească Brazilia lui Bebeto, dar ratările lui Dan Petrescu și Miodrag Belodedici au trimis România acasă, la doar 4 ani după ce Timofte ratase un penalty decisiv în fața Irlandei de Nord.
| Columbia            | 1-3 | România                                                     |
| ------------------- | --- | ----------------------------------------------------------- |
| Adolfo Valencia '43 |     | Florin Răducioiu '15 Gheorghe Hagi '34 Florin Răducioiu '89 |

| România           | 1-4  | Elveția                                                                 |
| ----------------- | ---- | ----------------------------------------------------------------------- |
| Gheorghe Hagi '35 | [[]] | Alain Sutter '16 Stephane Chapuisat '52 Adrian Knup '65 Adrian Knup '72 |

| S.U.A. | 0-1 | România          |
| ------ | --- | ---------------- |
|        |     | Dan Petrescu '18 |

| România                                                   | 3-2 | Argentina                                  |
| --------------------------------------------------------- | --- | ------------------------------------------ |
| Ilie Dumitrescu '11 Ilie Dumitrescu '18 Gheorghe Hagi '58 |     | Gabriel Batistuta '16 (pen) Abel Balbo '75 |

| România                                                                                                 | 4-5 (2-2) (1-1) | Suedia |
| --- | --------------- | --- |
| Florin Răducioiu '88 Florin Răducioiu '101 Florin Răducioiu Ionuț Lupescu Ilie Dumitrescu Gheorghe Hagi |                 | Tomas Brolin '78 Kennet Andersson '115 Roland Nilsson Kennet Andersson Tomas Brolin Klas Ingesson Henrik Larsson |

Franța 1998
Turneul din Franța din 1998 este ultimul la care a participat echipa națională a României. Calificarea în optimi a venit după primele 2 meciuri, victoria contra Columbiei și cea în fața Angliei facând ca meciul din ultima etapă cu Tunisia să fie doar unul de pregătire pentru optimi. Croatul Davor Suker a marcat un gol din penalty în prelungirile primei reprize în meciul ce avea să devină ultimul meci al României la un campionat mondial. Preliminariile pentru mondialul din 2002 și cel din 2006 s-au încheiat dramatic, România pierzând calificarea la baraj respectiv în ultima etapă în urma rezultatelor indirecte.
| România         | 1-0 | Columbia |
| --------------- | --- | -------- |
| Adrian Ilie '45 |     |          |

| România                              | 2-1 | Anglia           |
| ------------------------------------ | --- | ---------------- |
| Viorel Moldovan '47 Dan Petrescu '90 |     | Michael Owen '79 |

| România             | 1-1 | Tunisia                   |
| ------------------- | --- | ------------------------- |
| Viorel Moldovan '72 |     | Skander Souayah '10 (pen) |

| România | 0-1 | Croația               |
| ------- | --- | --------------------- |
|         |     | Davor Suker '47 (pen) |